# Endoderm

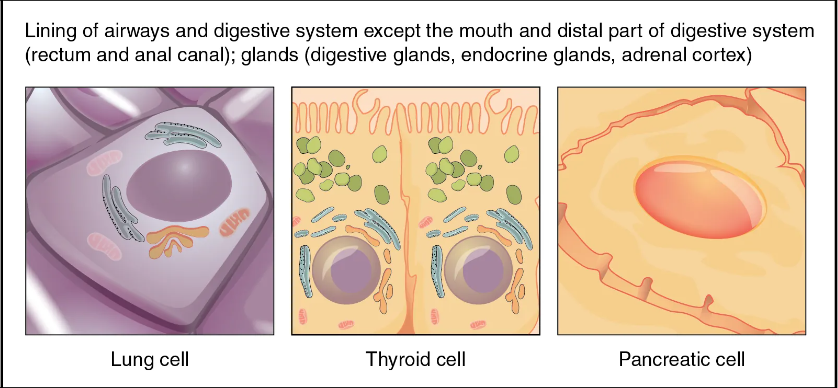
Weefsels afkomsig van het endoderm

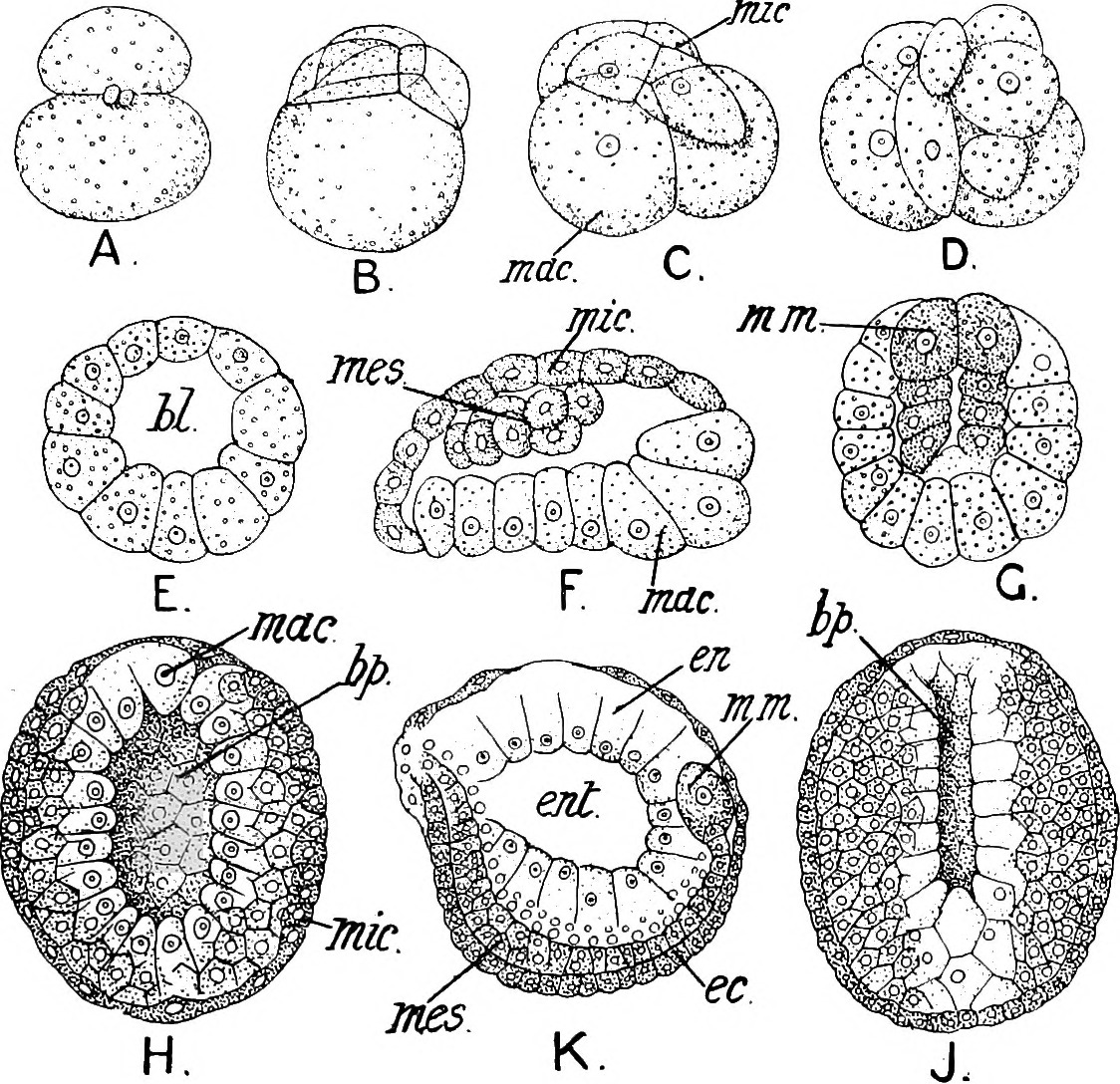
Lumbricus. bp, blastoporus; ec, ectoderm ; en, endoderm ; ent, enteron (archenteron) ; mac, macromeres ; mes, mesoblast ; mic, micromeres ; mm, mesomeres

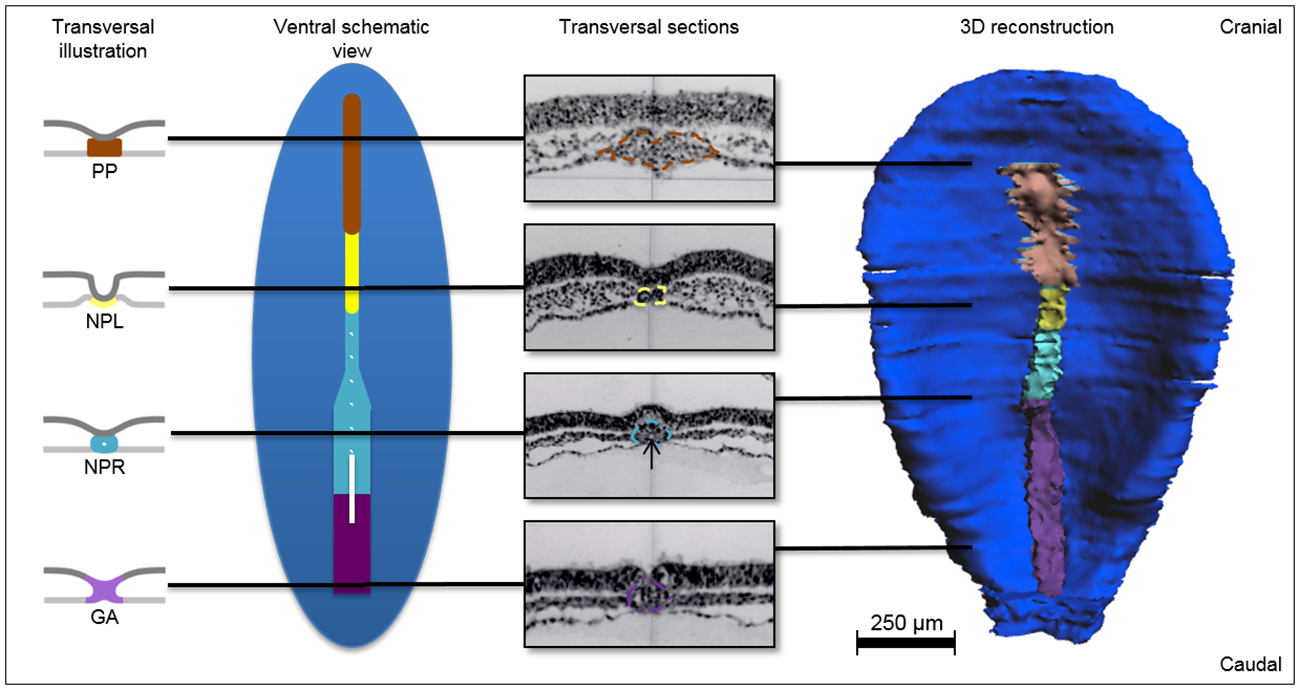
Menselijk embryo. Endoderm: lichtgrijs (in dwarsdoorsneden), epiblast of ectoderm: donkerblauw, donkergrijs (in dwarsdoorsneden), gastrulatiegebied (GA): paars, neurenterisch kanaal: wit, notochordplaat (NPL): geel, notochordvorming (NPR): cyaanblauw, prechordaplaat (PP): bruin.

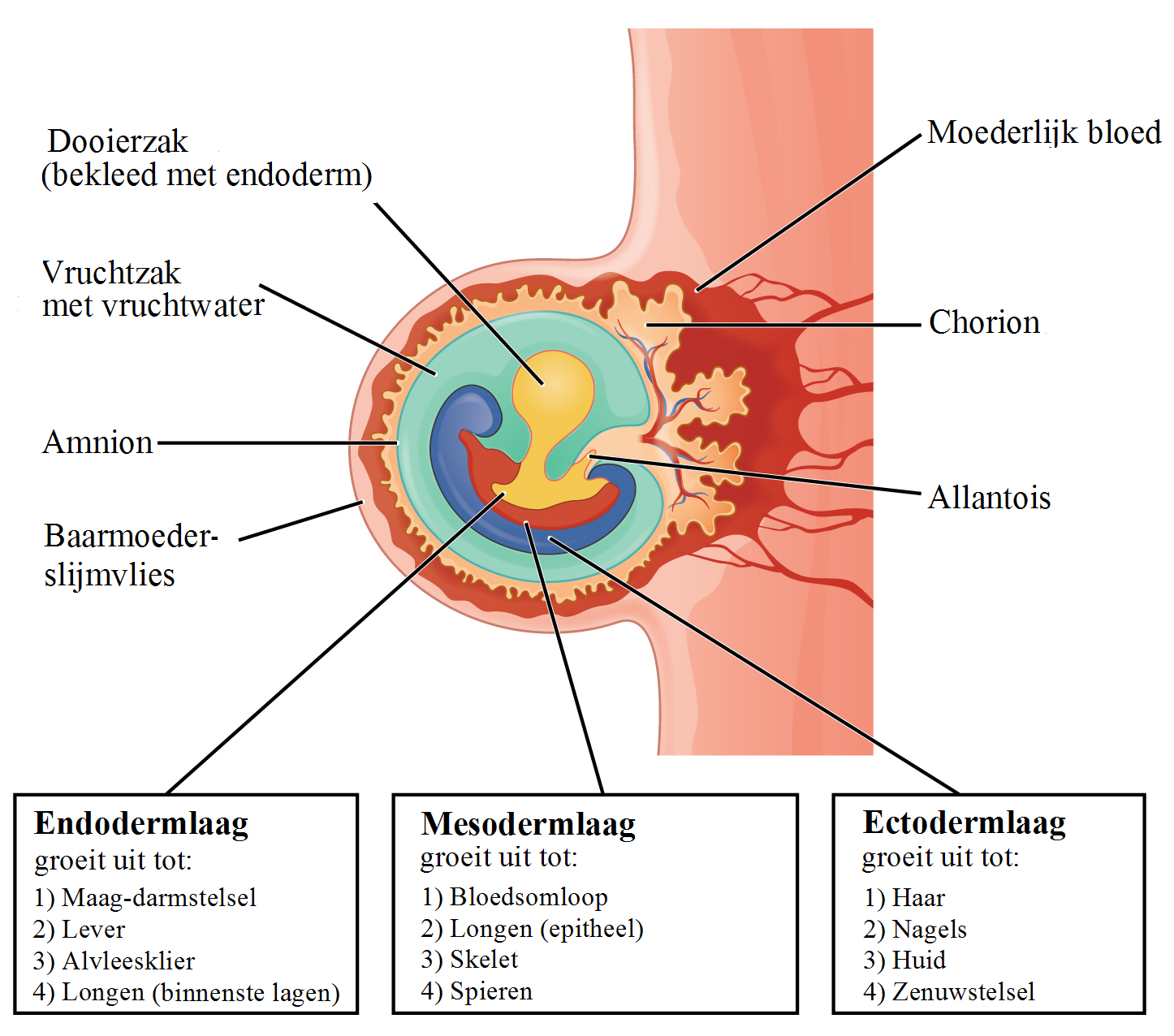
Menselijk embryo 3 weken oud (vanaf de bevruchting)

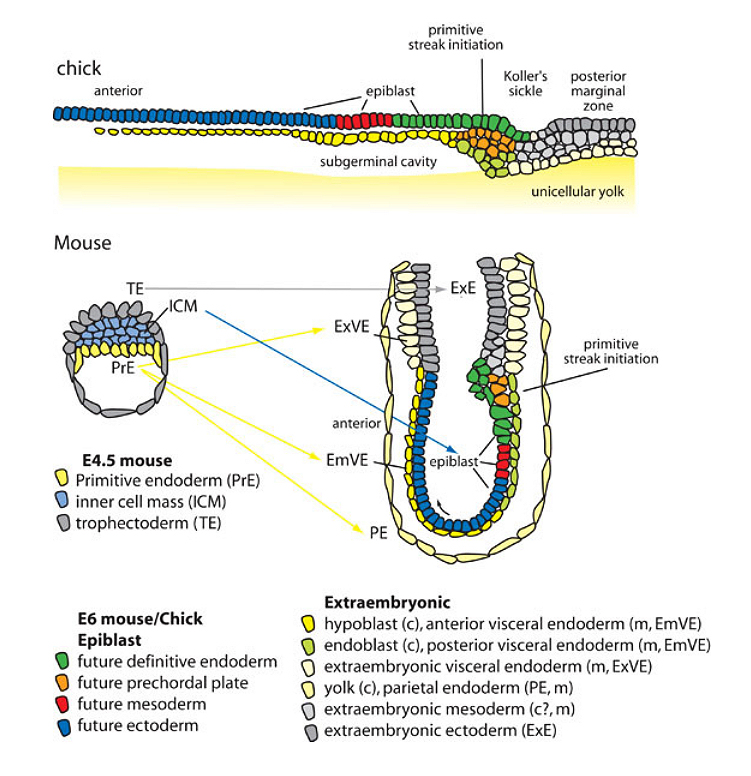
Organisatie van endodermale voorlopercellen en extra-embryonaal endoderm bij het begin van gastrulatie in kippen- en muizenembryo's

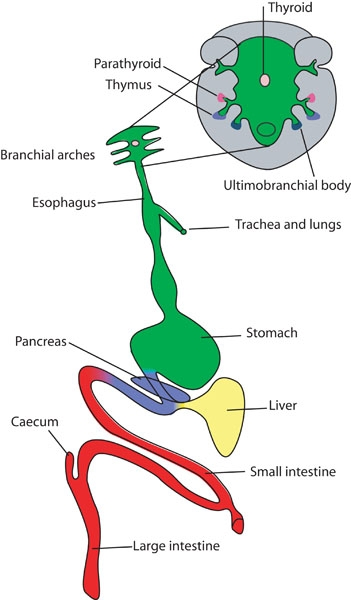
Afkomstig van het endoderm

Moleculaire markers onthullen subpopulaties van definitief endoderm. KS=sikkel van Koller. PS=Primitieve streep

Endoderm (of entoderm) is het binnenste kiemblad van een embryo. Cellen die langs het archenteron naar binnen migreren, vormen de binnenste laag van de gastrula, dat zich ontwikkelt tot het endoderm.
Het endoderm wordt klassiek gedefinieerd als de binnenste kiemblad van het embryo. De belangrijkste afgeleide daarvan is de epitheliale omtrek van het spijsverteringskanaal, maar draagt ook bij aan veel andere organen. De terminologie bij Amniota is echter verwarrend omdat verschillende soorten cellen die bijdragen aan extra-embryonale structuren ook endoderm worden genoemd, zoals het primitieve (PrE), viscerale (VE) en pariëtale endoderm (PE). Het feit dat deze extra-embryonale structuren veel moleculaire merkers delen met het definitieve endoderm draagt bij aan de verwarring. Het PrE wordt beschouwd als de voorloper van zowel VE als PE, maar dit primitieve celtype blijft bij het muisembryo slechts één dag na implantatie bestaan. Na dit punt blijven beide extra-embryonale endodermlagen (VE en PE) groeien. De pariëtale endodermcellen migreren vanaf het oppervlak van de binnenste celmassa dat naar de blastocoelholte is gericht en bekleden het binnenoppervlak van het trofectoderm.
Bij de ontwikkeling van gewervelde dieren is de prechordaplaat of prochordaplaat een "uniek verdikt deel" van de kiemschijf. De verdikking ontstaat aan de kant van de kiemschijf waar het hoofd zal ontstaan. Op deze plaats zijn de epiblastcellen hoog en de hypoblastcellen plat. Het is de meest waarschijnlijke oorsprong van het rostrale craniale mesoderm. Weefsel uit het mesoderm vormt aanvankelijk een cilinder, die fuseert met het eronder liggende endoderm en zo de chordaplaat vormt. De chordaplaat splitst zich vervolgens om de chorda dorsalis en de voorloper van de ingewanden te vormen.
Uit het endoderm ontwikkelt zich tijdens de embryonale ontwikkeling van neteldieren de gastrodermis. Dit is de binnenbekleding van de gastrovasculaire holte in neteldieren. De term wordt ook gebruikt om te verwijzen naar de bekleding van de maagholte in ribkwallen en platwormen. De gastrodermis bestaat uit epitheelcellen. Ze bevat ook gespecialiseerde kliercellen die verteringsenzymen afscheiden en absorptiecellen die voedseldeeltjes fagocyteren. Trilhaartjes (cilia) op de gastrodermis circuleren voedselfragmenten rond het lichaam.
Het endoderm bestaat eerst uit afgeplatte cellen, die vervolgens kolomvormig worden.
Het endoderm groeit uit tot:
- Spijsverteringskanaal:
  - Slokdarm
  - Maag
  - Dunne darm
  - Blindedarm
  - Dikke darm
  - Lever
  - Pancreas
- Ademhalingsstelsel:
  - Luchtpijp
  - Longen
- Urinewegstelsel
  - Urineblaas
  - Urinebuis
  - Prostaat klieren

## Geschiedenis
Heinz Christian Pander, een Baltische Duitser-Russische bioloog, wordt gecrediteerd voor de ontdekking van de drie kiembladen die zich vormen tijdens gastrulatie. Pander behaalde zijn doctoraat in zoölogie aan de Universiteit van Würzburg in 1817. Hij begon zijn studie in de embryologie met behulp van kippeneieren, waarbij hij het ectoderm, mesoderm en endoderm ontdekte. Vanwege zijn bevindingen wordt Pander soms de "grondlegger van de embryologie" genoemd.
Pander's werk op het gebied van het vroege embryo werd voortgezet door een Baltische-Duitse bioloog uit Pruisen-Estland genaamd Karl Ernst von Baer. Baer nam Pander's concept van de kiembladen over en door uitgebreid onderzoek naar veel verschillende soorten kon hij dit principe uitbreiden naar alle gewervelde dieren. Baer kreeg ook krediet voor de ontdekking van de blastula. Baer publiceerde zijn bevindingen, inclusief zijn kiembladentheorie, in een leerboek dat zich vertaalt naar Over de ontwikkeling van dieren, dat hij in 1828 uitbracht.

## Vorming van definitief endoderm
Het definitieve endoderm in Amniota ontstaat op het moment van gastrulatie, waarvan de voorlopercellen zich aanvankelijk in de epiblast (ook bekend als het primitieve ectoderm) bevinden en aan de voorzijde primitieve streep binnendringen. Definitieve endodermcellen verlaten de primitieve streep en worden in het viscerale endoderm ingebracht. Het viscerale endoderm vormt zich in de meeste extra-embryonale weefsels, maar draagt ook enkele cellen bij aan de darmbuis. Recente waarnemingen suggereren dat cellen afkomstig van het epiblast viscerale endoderm zich vermengen tussen viscerale endoderm-cellen in plaats van deze als een vel naar de voorste en laterale gebieden te verplaatsen. Definitieve endodermbeweging gaat gepaard met epitheliale-mesenchymale overgang en vereist Snail of het verwante gen Slug dat E-cadherine tijdelijk onderdrukt. De directionaliteit van de beweging wordt gecontroleerd door van mesoderm afgeleid Sdf1/Cxcl12b dat inwerkt op het endoderm dat Cxcr4 tot expressie brengt in zebravis en Xenopus laevis. Mozaïek-genetische modificaties bij de zebravis hebben aangetoond dat endoderm-gastrulatie, althans in dit model, een combinatie is van actieve bewegingen van cellen en passieve bewegingen waarbij een cel wordt gemobiliseerd door zijn buren. Subpopulaties van dierlijke poolcellen die gedwongen worden Sox17 tot expressie te brengen – een inductor van endoderm – migreren naar de endodermale laag of sterven. Deze waarnemingen suggereren dat er een terugkoppelingcontrole plaatsvindt op de afstemming tussen de differentiatiestatus van een cel en zijn omgeving.

## Visceraal endoderm
Het viscerale endoderm is een extra-embryonale cellaag die vóór gastrulatie verschijnt en zorgt voor opname en het transport van voedingsstoffen. Naast het synthetiseren van een aantal gespecialiseerde eiwitten die de opname, vertering en uitscheiding van voedingsstoffen vergemakkelijken, coördineert het extra-embryonale viscerale endoderm de bloedceldifferentiatie en vaatvorming in het aangrenzende mesoderm, waardoor een efficiënte uitwisseling van voedingsstoffen en gassen tussen de moeder en het embryo wordt vergemakkelijkt.
Visceraal endoderm omringt de epiblast. Het distale viscerale endoderm migreert naar het anterior gedeelte van het embryo en vormt het "voorste viscerale endoderm". Dit breekt de anterior-posterior symmetrie en wordt gereguleerd door nodale signalering.

## Inductie endoderm

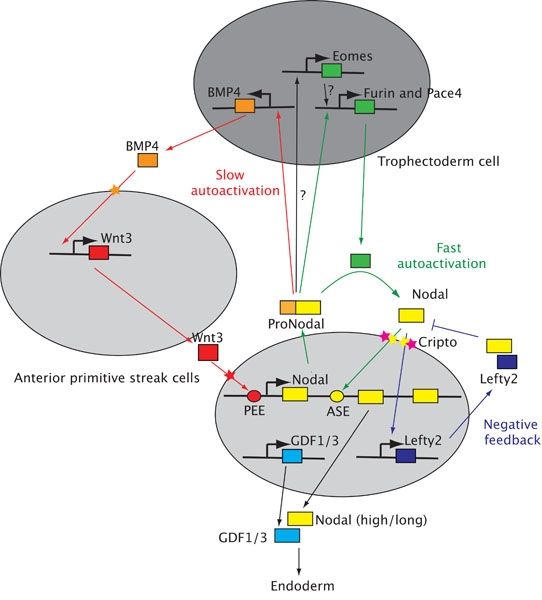
Inductie van het endoderm

### Algemeen
De biochemische signalen die verantwoordelijk zijn voor de inductie worden ook wel morfogenen genoemd omdat ze 'vorm' aan de weefsels en het zich ontwikkelende embryo geven. Deze signaaleiwitten, die behoren tot onder andere de families van Wnt, Hh, EGF, FGF en TGF-β geven de cellen in weefsels hun identiteit. Ze worden in de extracellulaire ruimte afgescheiden door inducerende cellen waar ze zich binden aan receptoren die gedragen worden door reagerende cellen waarvan ze de genexpressie beïnvloeden. De signaaleiwitten verspreiden zich door en langs het zich ontwikkelende weefsel en creëren zo een gradiënt, waardoor er patroonvorming (patterning) in de weefsels ontstaat. Het aflopende gradiënt vormt namelijk diverse drempelwaarden waarboven en waaronder verschillende genen tot uitdrukking komen. Op deze wijze ontstaat er op verschillende afstanden van de signaalbron een ruimtelijke patroonvorming van genexpressie.

### Endoderm
Twee meekoppelingslussen (in groen en rood) waarbij sprake is van samenwerking tussen epiblastcellen op de plaats van de toekomstige primitieve streep en het trofectoderm maken het mogelijk om de hoge en langdurige niveaus van Nodal te genereren die endoderm induceren. GDF1/3 fungeert als nodale cofactoren bij de inductie van het endoderm. Een tegenkoppelingslus (in blauw) waarbij Lefty2 betrokken is, schakelt de signaalactiviteit uit om de hoeveelheid geproduceerd endoderm te beperken. Sterren vertegenwoordigen receptoren. PEE en ASE zijn gekarakteriseerde promotoren. Vraagtekens verwijzen naar vermeende interacties